# Musa Cälil

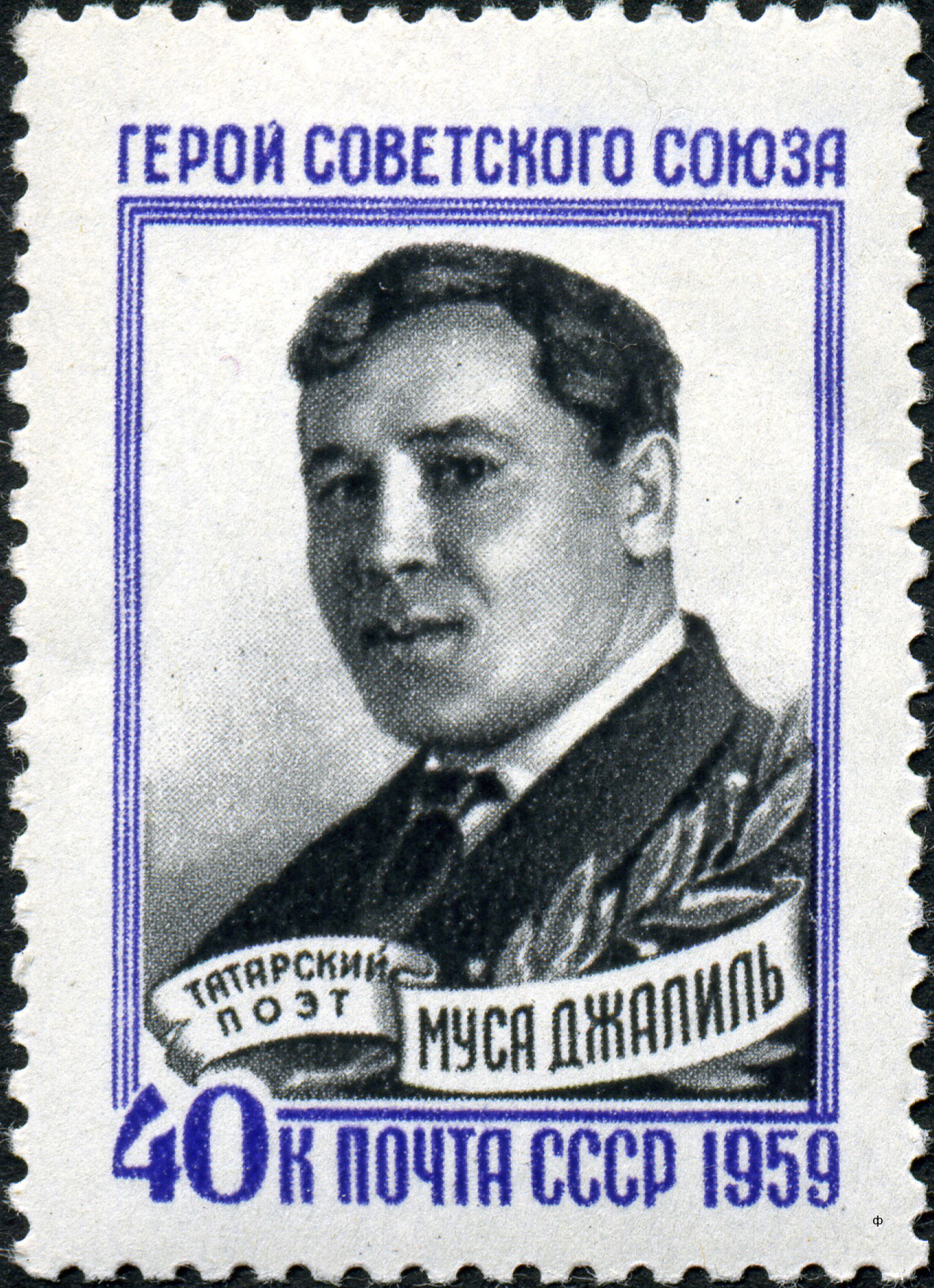
Musa Cälil (sowjetische Briefmarke, 1959)

Musa Mostafa ulı Cälil (auch Cəlil, Mussa Dshalil; tatarisch-kyrillisch Муса Мостафа улы Җәлил; russisch Муса Мустафович Джалиль, transkribiert Mussa Mustafowitsch Dschalil, weitere Schreibweisen Dshalil, Jalil bzw. Djalil; * 2. Februarjul. / 15. Februar 1906greg. in Mustafino, Gouvernement Orenburg, Russisches Kaiserreich; † 25. August 1944 in Berlin-Plötzensee) war ein tatarischer Dichter.

## Biografie
1941 wurde Cälil als Politoffizier in die Rote Armee einberufen. 1942 fiel er in deutsche Kriegsgefangenschaft. Dort wurde er der Legion Idel-Ural, einer Einheit der Wehrmacht, in der hauptsächlich Tataren und Baschkiren auf deutscher Seite im Krieg gegen die Sowjetunion eingesetzt wurden, zugeteilt. Innerhalb dieser Einheit gründete Cälil eine geheime Gruppe, die sich an Sabotageakten gegen die Deutschen beteiligte. Als diese Aktivitäten im August 1943 ans Licht kamen, wurde er verhaftet und ins Zellengefängnis Lehrter Straße in Berlin gebracht. Am 12. Februar 1944 wurde er mit zehn anderen Tataren vom 2. Senat des Reichskriegsgerichts in Dresden wegen „Zersetzung der Wehrkraft, Feindbegünstigung und Kriegsverrats“ zum Tode verurteilt und am 25. August desselben Jahres um 12:18 Uhr in Plötzensee hingerichtet.

## Moabiter Hefte
Während seiner Gefangenschaft in Berlin schrieb Cälil weiterhin Gedichte, die unter dem Namen Moabiter Hefte (tatarisch Moabit däftäre, russisch Моаби́тская тетра́дь) bekannt wurden. Sie wurden in der Sowjetunion erstmals 1953 von Konstantin Simonow herausgegeben.

## Auszeichnungen und Ehrungen
- Cälil wurden für sein Werk postum der Titel Held der Sowjetunion (1956) und der Leninpreis (1957) verliehen.
- Anlässlich seines 50. Geburtstages gab die sowjetische Post 1959 eine Sondermarke heraus.
- Mount Dzhalil’ wurde 1961 nach ihm benannt, ein 2510 m hoher Berg im Königin-Maud-Land in Antarktika.
- 1968 wurde die neu gegründete Stadt Dschalil nach ihm benannt.
- Der Asteroid des mittleren Hauptgürtels (3082) Dzhalil ist nach ihm benannt.[2]

## Werke (Auswahl)
- Mussa Dshalil: Aus dem Moabiter Heft. (Übersetzung von Franz Leschnitzer, Einleitung von Amina Dshalil, Nachwort von Erich Müller) Berlin: Kultur und Fortschritt, 1957.
- Mussa Dshalil: Moabiter Hefte. (Auswahl der Gedichte von Leonore Weist, Nachdichtunge von Helmut Preißler und Wilhelm Tkaczyk) Berlin: Volk und Welt, 1977.